# Hoya camphorifolia
Hoya camphorifolia ist eine Pflanzenart aus der Gattung der Wachsblumen (Hoya) aus der Unterfamilie der Seidenpflanzengewächse (Asclepiadoideae).

## Merkmale
Hoya camphorifolia ist eine windende, kletternde, epiphytische Pflanze kahlen Trieben. Ältere Triebe verdicken und verholzen. Die gestielten Blätter sind gegenständig. Frische Blätter sind eher ledern und dünn. Ältere Blätter werden dicker, fleischiger, und werden zunehmend sukkulent. Die kahlen, oft leicht purpurfarbenen Blattstiele sind 7 mm lang und 1,5 mm dick. Die Blattspreiten sind eiförmig-elliptisch, 6 bis 8 cm lang und 3 bis 3,5 cm breit. Die Basis ist gerundet, der Apex leicht zipfelig gespitzt, die Spitze ist nach unten gebogen. Sie sind grün mit einer helleren Blattnervatur bestehend aus drei, etwas hervor tretenden Hauptadern.
Die doldenförmigen, meist nach unten hängenden Blütenstände bilden sich in den Blattachseln. Die Blütenstandsstiele sind dünn und 5 bis 11 cm lang. Die Oberseite des Blütenstands ist konvex gewölbt; er enthält 20 bis 40 Blüten. Die Blütenkrone ist weißlich-pinkfarben bis orange-rötlich. Sie misst etwa 6 mm im Durchmesser. Die Kelchblätter sind lanzettlich und 1 mm lang. Die Kronblattzipfel sind dreieckig-eiförmig und nach oben gebogen. Sie sind innen fein flaumig behaart. Die Nebenkrone ist dunkler gefärbt als die Blütenkrone. Die Zipfel der Nebenkrone sind lanzettlich, mit konkaver Oberseite. Die Unterseiten weisen eine breite Grube auf. Die äußeren Fortsätze sind höher als die inneren, aufrechten und zugespitzten Fortsätze. Die Blüten öffnen sich am frühen Morgen und schließen sich bereits am Abend desselben Tages. Sie öffnen sich dann am nächsten Morgen wieder und verblühen im Laufe des Tages.
Die Pollinia sind breit-eiförmig mit einem apikal nach innen abgeschrägten Ende. Sie sind 300 µm lang und 100 µm breit. Ein durchsichtige Membran erstreckt sich außen deutlich über die halbe Länge. Das Corpusculum ist rhomboidisch, kurz und dick. Der apikale Teil des Corpusculum weist drei Spitzen auf, die mittlere Spitze ist höher. Das Corspusculum misst 100 µm × 80 µm. Der basale Teil des Corpusculum endet in zwei schmalen, flügelförmigen Stützen. Die Caudiculae (Translatorarme) messen 70 µm × 20 µm und haben ebenfalls Flügel. Früchte und Samen sind nicht bekannt.

## Geographische Verbreitung und Lebensraum
Das Verbreitungsgebiet erstreckt sich über die Philippinen bis nach Sulawesi (Indonesien). Die Pflanzen wachsen als Epiphyten auf Bäumen und hängen von den primären Ästen der Bäume herunter. Sie wachsen aber auch im Unterholz auf Büschen, auch in anthropogen beeinflussten Habitaten, wie Büsche an den Rändern von Plantagen. Hoya camphorifolia ist häufig von etwa von 0 bis 600 m über Meereshöhe.

## Taxonomie
Das Taxon wurde von Otto Warburg 1904 erstmals beschrieben. Der Holotypus stammte von Sampaloc, Tayabas Province, Luzon, Philippinen und ist verloren gegangen.
Die Exemplare, die David Kleijn und Ruurd van Donkelaar aus Sulawesi beschreiben, unterscheiden sich etwas durch schmalere Zipfel der Nebenkrone und mehr oder weniger flach ausgebreiteten Kronblattzipfel.